# ام‌اس‌سی زو
ام‌اس‌سی زو (به انگلیسی: MSC Zoe) در اوت ۲۰۱۵ به همراه ام‌اس‌سی اسکار و ام‌اس‌سی الیور بزرگ‌ترین کشتی کانتینری محسوب می‌شدند.

## نام
نام این کشتی از نوه چهار ساله جیانلوایجی آپونته رئیس ام‌اس‌سی گرفته شده است.

## ساخت
ام‌اس‌سی زو توسط کشتی‌سازی و مهندسی دریایی دوو در کره جنوبی با ۱۴۰ میلیون دلار هزینه ساخته شده است.

## ریزگان کشتی
با ۳۹۵ متر طول ام‌اس‌سی زو دارای ۱۶ متر آبخور است. گنجایش آن ۱۹٬۲۲۴ کانتینر می‌باشد.

## از دست دادن کانتینر در دریا
در ۱ ژانویه ۲۰۱۹ حدود ۳۴۵ کانتینر از عرشه کشتی به دریای شمال ریخته شد. ۲۰۰ کانتینر در ترسخلینگ و باقی در برکوم گم شد. ۱۹ کانتینر و محتوای آن‌ها مانند پراکسید آلی، اسباب‌بازی کودکان، کفش، کیسه، بالشتک، صندلی، تلویزیون، و بسته‌بندی پلاستیکی در مناطقی همچون فلیلاند، امیلند، اسخیرمونیکوخ و جزایر آلمانی در لوور زاکسون وادن زا ناتسیونال پارک پاکسازی شدند.